# هارادوک
هارادوک (به لاتین: Haradok) یک منطقهٔ مسکونی در بلاروس است که در منطقه ویتبسک واقع شده‌است. هارادوک ۱۲٬۴۱۰ نفر جمعیت دارد.